# Gavin Hassett
Gavin Hassett   (Saint John, 13 de juliol de 1973) és un remer canadenc, ja retirat, guanyador d'una medalla olímpica.
El 1996 va prendre part en els Jocs Olímpics d'Estiu d'Atlanta, on guanyà la medalla de plata en la prova del quatre sense timoner lleuger del programa de rem. Formà equip amb Brian Peaker, Jeffrey Lay i Dave Boyes. També va disputar els Jocs del 2000, a Sydney, i del 2004, a Atenes, on fou setè i cinquè respectivament en la prova del quatre sense timoner lleuger.
En el seu palmarès també destaquen dues medalles en el Campionat del món de rem, d'or el 1993 en el vuit amb timoner lleuger, i de bronze el 2002, en el quatre sense timoner lleuger.